# Hospital Traumatológico Dr. Ney Arias Lora
El Hospital Traumatológico Dr. Ney Arias Lora es un hospital público autogestionado que ofrece atenciones de salud de tercer nivel en el municipio de Santo Domingo Norte en República Dominicana. Ofrece atenciones generales, sin embargo se especializa en traumatología y cirugía general.

## Historia
El Hospital Traumatológico Dr. Ney Arias Lora se inició como un proyecto para facilitar el acceso a servicios de salud de calidad a los habitantes de La Victoria, Villa Mella, Sabana Perdida, Los Guaricanos y barrios aledaños, estos son algunos de los barrios más populosos del "Gran Santo Domingo" (Santo Domingo Norte, Santo Domingo Este y Distrito Nacional) y donde se aglomeran la mayoría de las clases pobres de la ciudad.
Fue inaugurado del 11 de agosto de 2010 con una inversión de US$38 millones, con una capacidad para 322 camas como parte del "Complejo Sanitario Ciudad de la Salud" que construía el gobierno de turno en la comunidad de Villa Mella. 
Lleva el nombre del prominente médico y primer neurocirujano dominicano Ney Arias Lora.

### Áreas de atención
Unidad de quemados